# 灰毛康定黄耆
灰毛康定黄耆（学名：Astragalus tatsienensis var. incanus）为豆科黄芪属下的一个变种。

## 扩展阅读
- 維基物種上的相關：灰毛康定黄耆